# Glandora rosmarinifolia
Glandora rosmarinifolia är en strävbladig växtart som först beskrevs av Michele Tenore, och fick sitt nu gällande namn av D.C.Thomas. Glandora rosmarinifolia ingår i släktet bergstenfrön, och familjen strävbladiga växter. Inga underarter finns listade i Catalogue of Life.